# Leticia Dolera
Leticia Dolera (Barcelona, 23 de octubre de 1981) es una actriz, guionista, directora de cine y escritora española. Fue la ganadora del Festival de Series de Cannes en 2019 por Vida perfecta, de la que ha sido actriz protagonista, creadora, directora y coguionista junto a Manuel Burque, siendo la primera persona en obtener este galardón por un audiovisual español. 
Es directora del largometraje Requisitos para ser una persona normal —ganador de tres premios del Festival de Málaga en 2015 y tres nominaciones en los Premios Goya en 2016—, de los cortos Lo siento, te quiero —ganador en el Fantastic Fest de 2010—,  A o B, Habitantes y Vuelta al mundo y de las series de televisión Bloguera en construcción y Vida perfecta —ganadora del Festival de series de Cannes 2019 a mejor serie y a mejor interpretación femenina—.
En su faceta de actriz, ha sido la protagonista de [REC] 3: Génesis, El espejo, Prime Time, Wendy placa 20957, Kënu, Violet o ¿Qué te juegas?. Ha participado en series de televisión como Al salir de clase, Hospital Central, Los Serrano, Guante blanco, El barco, Cites, Bajo sospecha; en miniseries como Actrices, Atlánticas; en telefilmes Presuntos Implicados, Cuatro estaciones; y en películas como El otro lado de la cama, Semen, una historia de amor, Spanish Movie, De tu ventana a la mía, Holmes & Watson. Madrid Days, Los últimos días, Kamikaze, La novia, o Verónica.
Su trayectoria internacional incluye papeles en películas como la holandesa La mujer del emperador de Julien Vrebos, la británica Imagining Argentina de Christopher Hampton, la estadounidense Un café en cualquier esquina de Ramin Bahrani, la italiana Imago Mortis de Stefano Bessoni, la miniserie francesa Petits meurtres en famille, la serie británica Mad Dogs, o la miniserie estadounidense The Nightmare Worlds of H.G. Wells. 
Apoya la industria del cortometraje interviniendo en títulos como Fábrica de muñecas, Para no dormir, Cucharada, Luna di miele, luna di sangue VII, Indirizzo, 6 x persona, Hazte extranjero, Hogar, hogar o El palo.

## Biografía

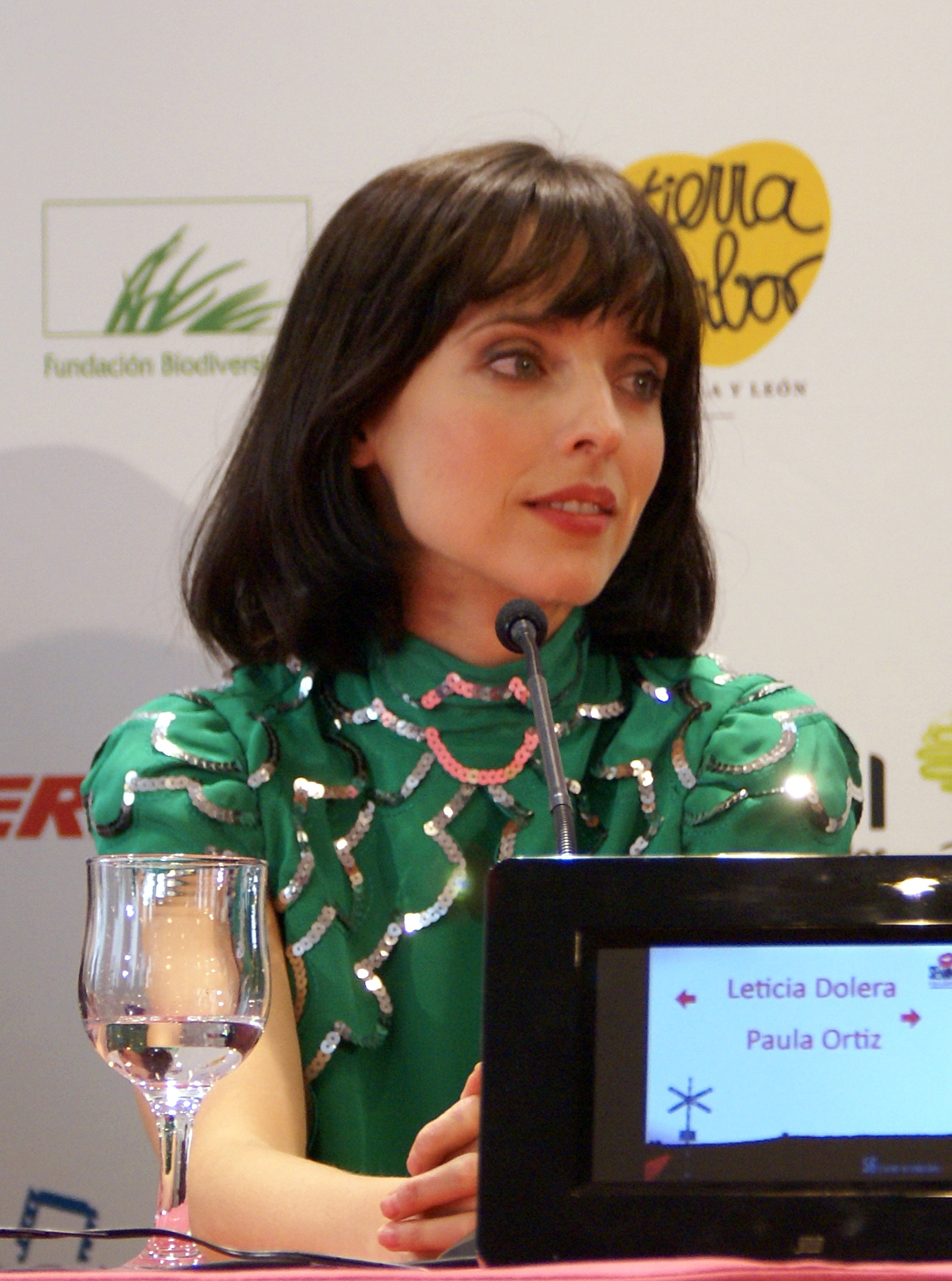
Leticia Dolera en la Seminci 2011.

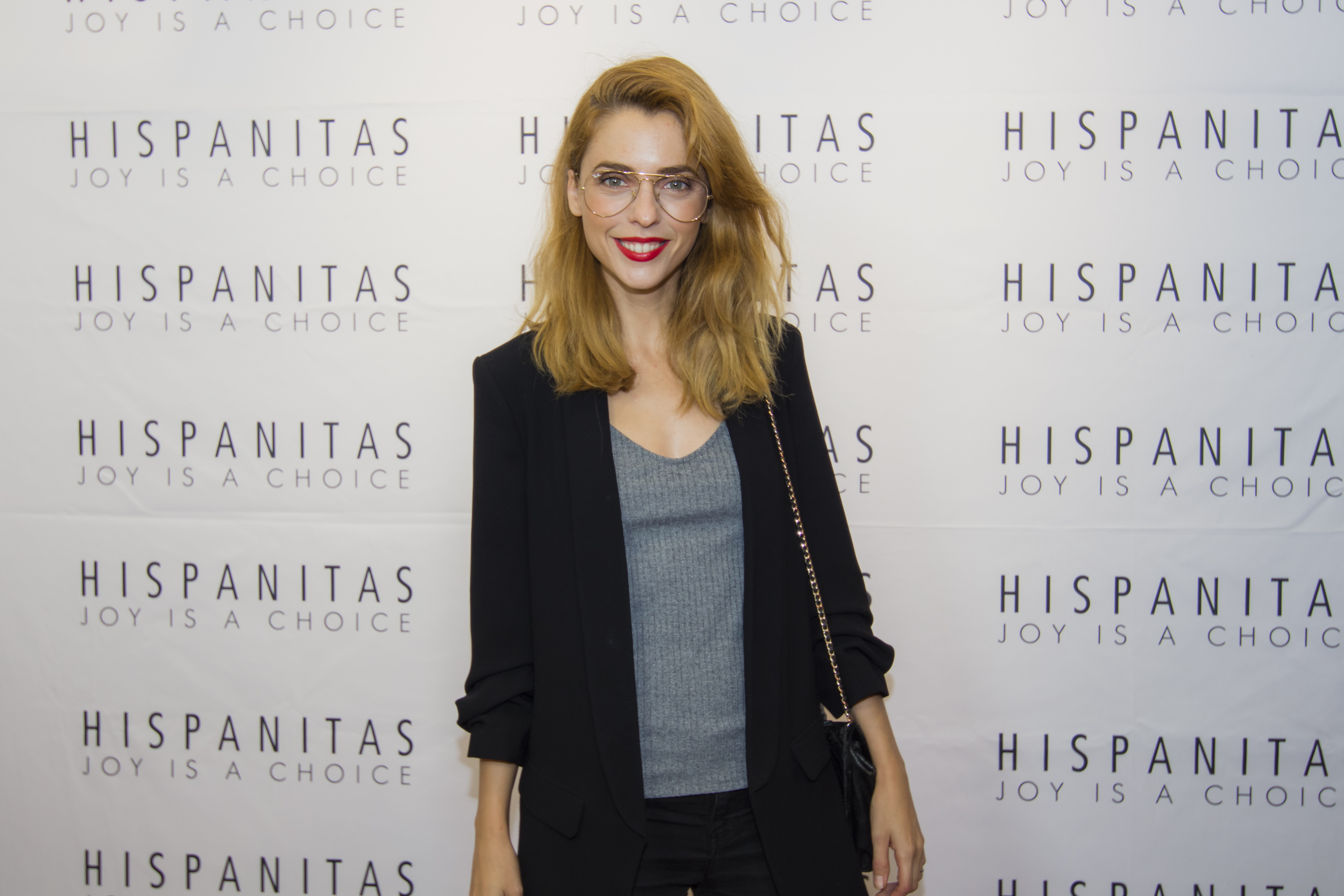
Leticia Dolera en Madrid en 2016.

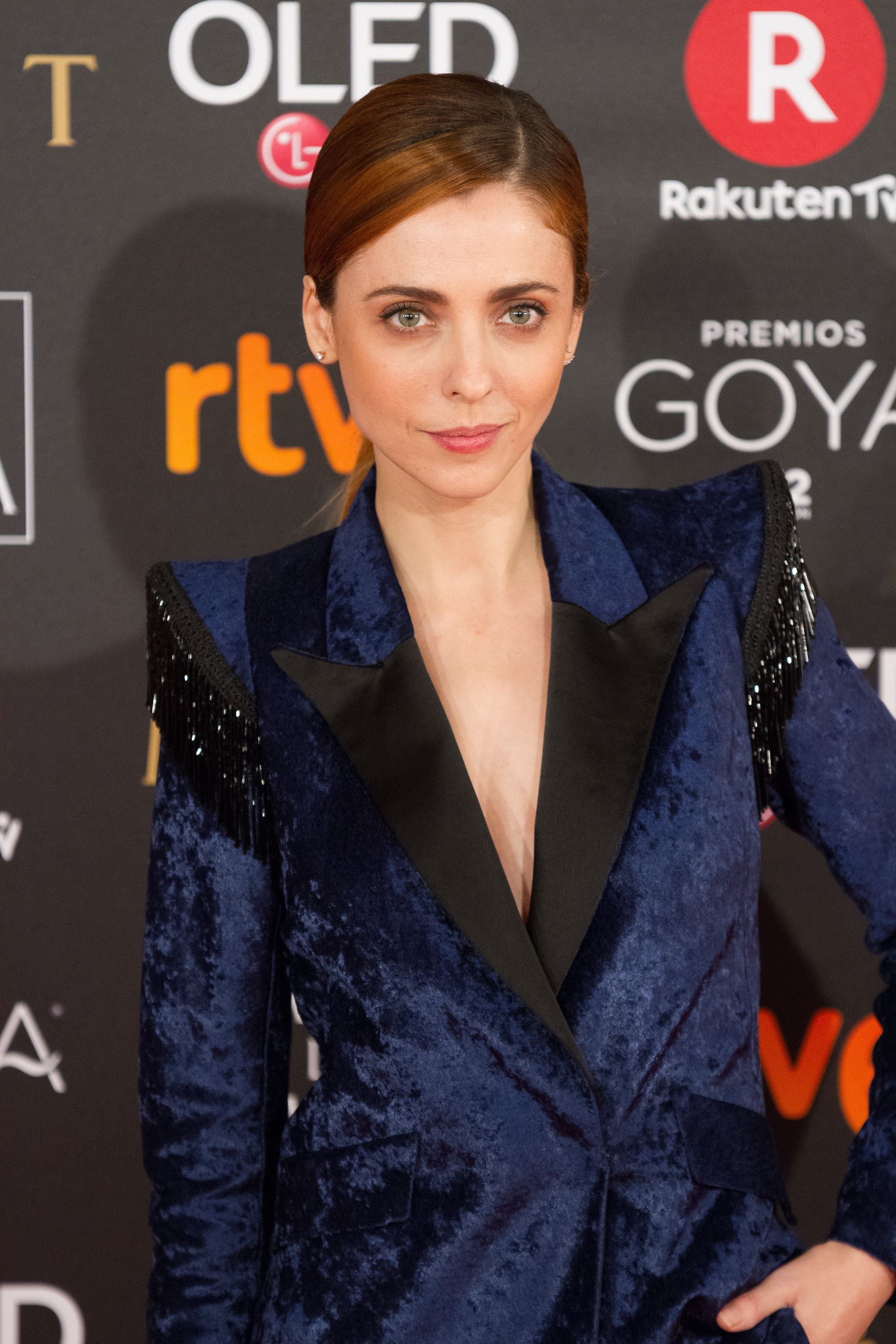
Leticia Dolera en los Premios Goya 2018.

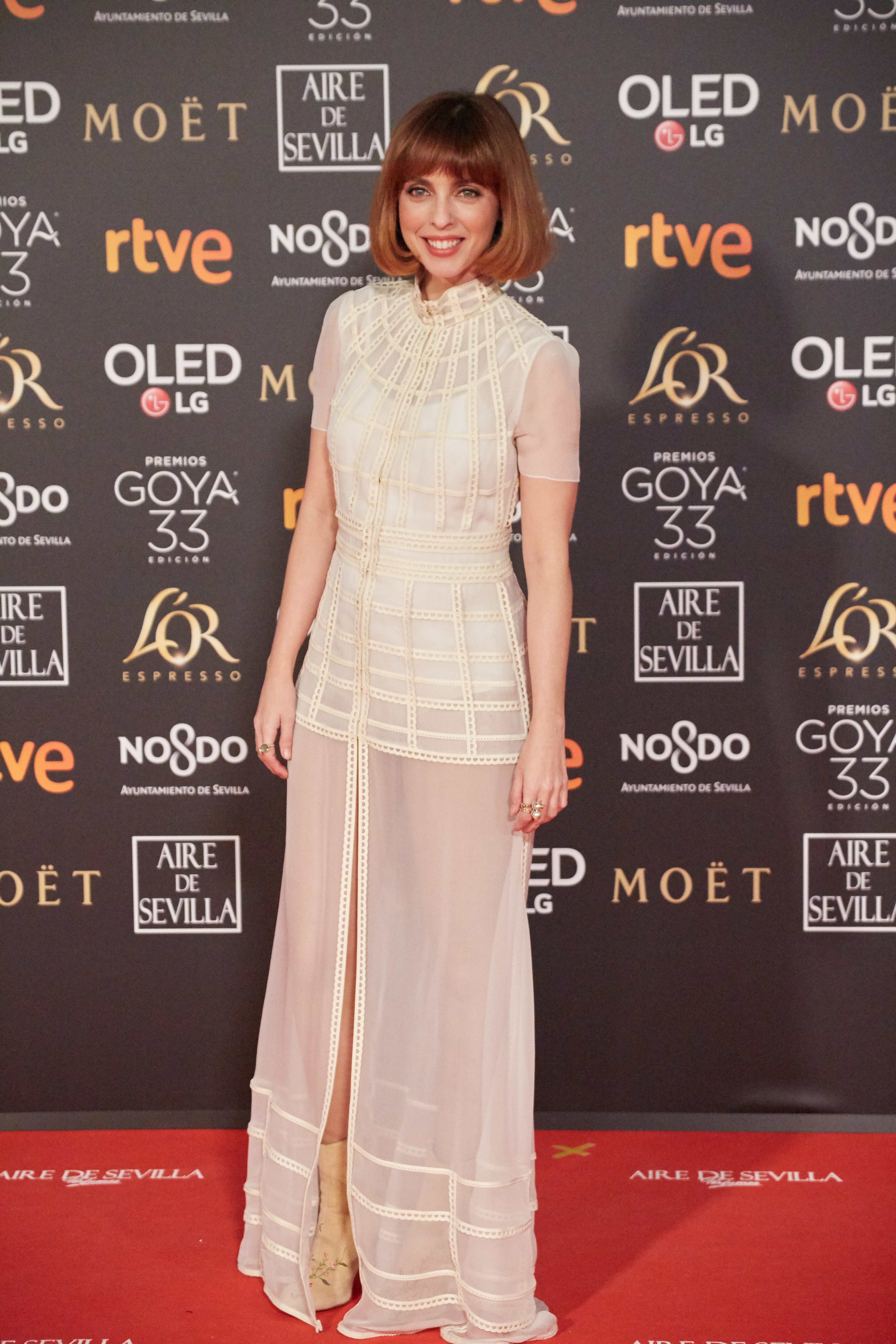
Leticia Dolera en los Premios Goya 2019.

Nació en Barcelona el 23 de octubre de 1981. En su formación destacan nombres como Eric Morris, con quien estudió interpretación en Los Ángeles, en la escuela de Juan Carlos Corazza y en la de Nancy Tuñón. También estudió canto con Susana Domènech, jazz con Karen Taft, danza clásica con Coco Comín y juego e improvisación con Peter Gadish. Reside en Madrid.
Su trayectoria profesional comenzó en la serie Al salir de clase, en la que interpretó el papel de Ángela entre 2000 y 2002. A partir de ahí comenzó su carrera cinematográfica en la que destacan títulos como El otro lado de la cama (2002); Imagining Argentina (2002); Semen, una historia de amor (2005) o Un café en cualquier esquina (2005), película estadounidense dirigida por Ramin Bahrani que tuvo tres nominaciones a los Independent Spirit Awards. También continuó interviniendo en series de televisión, entre ellas Los Serrano, Hospital Central o Guante blanco.
En el verano de 2010 dio vida a Violeta, una joven de 1923 que vive en Canfranc, donde descubre el amor, largometraje dirigido por Luiso Berdejo estrenado en 2013. En abril de 2011 participó en la tercera parte de la serie cinematográfica REC, donde interpretaba a Clara en [REC]3: Génesis, que se estrenó el 30 de marzo de 2012. 
Rodó tres cortometrajes como directora, Lo siento, te quiero, A o B y Habitantes. Con este el primero de ellos obtuvo el premio a mejor cortometraje fantástico en la convención Fantastic Fest en 2010.
Es una de las tres protagonistas de la opera prima de Paula Ortiz, De tu ventana a la mía, que fue estrenada en marzo de 2012. El 6 de mayo del mismo año comenzó a rodar en Barcelona la película Los últimos días, de los hermanos Pastor, y el 8 de mayo se hizo oficial su fichaje para la serie de Antena 3 El barco. En verano de 2013 comenzó a grabar para Antena 3 la webserie creada por ella misma Bloguera en construcción. 
En 2015 escribió, dirigió y protagonizó su primera película junto al actor y guionista Manuel Burque, titulada Requisitos para ser una persona normal. La película ganó en el Festival de Málaga los premios a mejor guion novel, fotografía y montaje. Fue finalista de los premios Goya 2016 con tres nominaciones: mejor actor revelación para Manuel Burque, mejor dirección novel para Dolera y mejor montaje.
En agosto de 2017 protagonizó la campaña contra las violencias machistas «No es no» del Ayuntamiento de Madrid. En su carrera se ha posicionado a favor de compromiso con el feminismo y la defensa de los derechos de las mujeres. En septiembre y octubre del mismo año protagonizó la primera película de Inés de León, ¿Qué te juegas?, junto a Amaia Salamanca y Javier Rey. También en octubre de 2017 fue premiada por la Federación de Mujeres Progresistas en la Categoría Cultura/Medios Federación «por su constante búsqueda de la movilización de conciencias, y especialmente por su compromiso con la igualdad de género y el feminismo que traslada en su disciplina artística».
En febrero de 2018 publicó Morder la manzana. La revolución será feminista o no será. (editorial Planeta). Es el libro -declara la autora- que a ella le hubiera gustado leer cuándo era adolescente. Se trata de un texto muy personal en donde, a través de vivencias personales, reflexiones y repaso de la historia del feminismo, trasmite la importancia de rebelarse contra el sistema patriarcal.
En 2018 presentó en la La Ser el programa Tramas Maestras, junto a Pilar de Francisco y Henar Álvarez, dentro de la programación veraniega de la cadena del Grupo Prisa. En septiembre de 2018 fue la encargada de realizar el pregón de las Fiestas de la Mercè de Barcelona, con un discurso en el que reivindicó valores como el respeto y la convivencia, defendió una visión feminista de la ciudad y reivindicó el teatro y el cine comprometido. Dolera quiso compartir el pregón con la activista social de origen hondureño, Carmen Juares, quien denunció en su intervención la explotación laboral que sufren las mujeres inmigrantes trabajadoras del hogar y de los cuidados.
En octubre de 2019 se estrenó en Movistar+ la miniserie Vida perfecta, protagonizada y dirigida por ella misma. Ha logrado dos premios en Canneseries en 2019, a mejor serie y a mejor interpretación femenina, que ha recaído ex aequo en las tres protagonistas, Celia Freijeiro, Aixa Villagrán y la propia Dolera. Tras el éxito de la primera temporada, en noviembre de 2021 se estrena una segunda y última temporada que cierra la historia de sus tres protagonistas.
En 2023 coprotagoniza la miniserie Noche de chicas dirigida por Sergio Canovas para la plataforma Vix.
En febrero de 2025 aparece en A muerte una miniserie de Apple TV dirigida por Dani de la Orden.
En 2025 presenta su nueva miniserie Pubertad, la cual dirige, escribe y coprotagoniza junto a Carla Quílez y Anna Alarcón para la plataforma Max.

## Filmografía

### Cine
| Año  | Título                                 | Papel                 | Dirección                     |
| ---- | -------------------------------------- | --------------------- | ----------------------------- |
| 2001 | Bellas Durmientes                      | Carol                 | Eloy Lozano                   |
| 2002 | El otro lado de la cama                | Jennifer              | Emilio Martínez Lázaro        |
| 2003 | Imagining Argentina                    | Teresa Rueda          | Christopher Hampton           |
| 2003 | The Emperor's Wife                     | Sabah                 | Julien Vrebos                 |
| 2003 | Besos de gato                          | Carlota               | Rafael Alcázar                |
| 2005 | Un café en cualquier esquina           | Noemi                 | Ramin Bahrani                 |
| 2005 | Semen, una historia de amor            | Ariadna               | Daniela Fejerman e Inés París |
| 2007 | Presumptes implicats (TV)              | Estefania             | Enric Folch                   |
| 2008 | Prime Time                             | Elena                 | Luis Calvo Ramos              |
| 2008 | Imago Mortis                           | LeiLou                | Stefano Bessoni               |
| 2009 | Spanish Movie                          | Reportera REC         | Javier Ruiz Caldera           |
| 2009 | Wendy placa 20957 (TV)                 | Wendy                 | Mireia Ros                    |
| 2010 | Circuit                                | Ula                   | Xavier Ribera                 |
| 2011 | Kenü                                   | Bego                  | Álvarez Pastor                |
| 2012 | Holmes & Watson. Madrid Days           | Mary Watson           | José Luis Garci               |
| 2012 | [REC]3: Génesis                        | Clara                 | Paco Plaza                    |
| 2012 | De tu ventana a la mía                 | Violeta               | Paula Ortiz                   |
| 2013 | Kamikaze                               | Natalia               | Álex Pina                     |
| 2013 | Los últimos días                       | Andrea                | Alex y David Pastor           |
| 2013 | Violet                                 | Chica                 | Luiso Berdejo                 |
| 2015 | La novia                               | Mujer de Leonardo     | Paula Ortiz                   |
| 2015 | Requisitos para ser una persona normal | María de las Montañas | Ella misma                    |
| 2017 | Verónica                               | Profesora de historia | Paco Plaza                    |
| 2019 | ¿Qué te juegas?                        | Isabel                | Inés de León                  |

### Televisión
| Año       | Título                              | Cadena                | Papel                            | Notas                                     |
| --------- | ----------------------------------- | --------------------- | -------------------------------- | ----------------------------------------- |
| 2000-2002 | Al salir de clase                   | Telecinco             | Ángela Illera                    | 389 episodios                             |
| 2002      | El comisario                        | Telecinco             | Inés                             | 2 episodios                               |
| 2004      | Hospital Central                    | Telecinco             | Miriam Canalda                   | 7 episodios                               |
| 2005      | Los Serrano                         | Telecinco             | Ruth Castell Capdevila           | 11 episodios                              |
| 2006      | Petits meurtres en famille          | France 2              | Victoria/Inès                    | 4 episodios                               |
| 2007      | Presumptes implicats                | TV3                   | Estefania                        | Telefilm                                  |
| 2007      | Mà morta truca a la porta           | TV3                   | Pili                             | Telefilm                                  |
| 2008      | El espejo                           | TV3 / TVG             | Sonia                            | Telefilm                                  |
| 2008      | Guante blanco                       | La 1                  | Rebeca Mendoza                   | 8 episodios                               |
| 2009      | Wendy placa 20957                   | TV3                   | Wendy                            | Telefilm                                  |
| 2010      | Cuatro estaciones                   | Canal Nou / TV3 / CMM | Mariona                          | Telefilm                                  |
| 2012-2013 | Mad Dogs                            | Sky 1                 | Carmen                           | 6 episodios                               |
| 2013      | Inquilinos                          | YouTube               | Leocracia                        | 1 episodio                                |
| 2013      | El barco                            | Antena 3              | Marimar                          | 3 episodios                               |
| 2013      | Bloguera en construcción            | Flooxer               | Natalia                          | 8 episodios                               |
| 2014      | Penny Dreadful                      | Showtime              | Dama en la sesión de espiritismo | 1 episodio                                |
| 2015      | The Trials of Jimmy Rose            | ITV                   | María Rose                       | 3 episodios                               |
| 2015      | Cites                               | TV3                   | Anna                             | 1 episodio                                |
| 2016      | Bajo sospecha                       | Antena 3              | Catherine Le Monnier             | 5 episodios                               |
| 2016      | The Nightmare Worlds of H. G. Wells | Sky Arts              | St Catherine                     | 1 episodio                                |
| 2017      | Las Supernenas                      | Boing                 | Cristal (Voz)                    | 7 episodios                               |
| 2018      | Paquita Salas                       | Netflix               | Ella misma                       | 1 episodio                                |
| 2019-2021 | Vida perfecta                       | Movistar+             | María Aguado                     | 14 episodios, dirección y guion           |
| 2020      | La casa de las flores               | Netflix               | Testigo de boda                  | 1 episodio                                |
| 2020      | En casa                             | HBO Max               | Leticia                          | 1 episodio, dirección                     |
| 2022      | El Fin del Amor                     | Prime Video           |                                  | 1 episodio (cameo), 2 episodios dirección |
| 2023      | Noche de chicas                     | Vix                   | Elena Monteolivo                 | 6 episodios                               |
| 2025      | Pubertad                            | HBO Max               | TBA                              | 6 episodios, dirección y guion            |

### Teatro
| Obra                            | Año  | Papel     | Director          |
| ------------------------------- | ---- | --------- | ----------------- |
| Las alegres comadres de Windsor | 2001 | Anne Page | Gustavo Tambascio |

### Cortometrajes
| Año  | Título                            | Papel       | Dirección               |
| ---- | --------------------------------- | ----------- | ----------------------- |
| 2008 | Desesperación                     | Ana         | Daniel Aguilarte        |
| 2008 | La bufanda verde                  |             | Santi Lardin            |
| 2010 | Cucharada                         | Julia       | Alejandro Marzoa        |
| 2010 | Luna de miele, Luna di sangue VII | The Bride   | Paco Plaza              |
| 2010 | A o B                             | Otra actriz | Ella misma              |
| 2009 | Lo siento, te quiero              |             | Ella misma              |
| 2010 | Para no dormir                    | Rosa        | Miguel Larraya          |
| 2011 | Fábrica de muñecas                | Ana         | Ainhoa Menéndez         |
| 2011 | Indirizzo                         | Ane         | David Pérez Sañudo      |
| 2011 | Crema catalana                    | Agata       | Benja de la Rosa        |
| 2013 | 6 x persona                       | Alicia      | Juan Carlevaris         |
| 2013 | Habitantes                        |             | Ella misma              |
| 2013 | 1001 formas de tomar café         |             | Ella misma              |
| 2013 | Hogar, hogar                      | Beatriz     | Carlos Alonso Ojea      |
| 2014 | El palo                           |             | Miki Esparbé            |
| 2017 | Efecto millenial                  | Elena       | Inés de León            |
| 2017 | Vuelta al mundo                   |             | Ella misma              |
| 2018 | Tócate                            |             | Eduardo Chapero-Jackson |
| 2023 | El camino fácil                   | Tía         | Candela Manzano Hervás  |

### Videoclips
| Año  | Canción                 | Artista       | Notas        |
| ---- | ----------------------- | ------------- | ------------ |
| 2012 | Disconnected            | Keane         | Protagonista |
| 2016 | Tejados de amor         | Ultraplayback | Protagonista |
| 2016 | En el final de los días | Loquillo      | Dirección    |

## Premios y nominaciones
Premios Sant Jordi
| Año  | Categoría             | Película                               | Resultado |
| ---- | --------------------- | -------------------------------------- | --------- |
| 2012 | Mejor actriz española | [REC]3: Génesis De tu ventana a la mía | Ganadora  |

Premios Turia
| Año  | Categoría    | Película        | Resultado |
| ---- | ------------ | --------------- | --------- |
| 2013 | Mejor actriz | [REC]3: Génesis | Ganadora  |

Festival de Málaga
| Año  | Categoría             | Película                               | Resultado |
| ---- | --------------------- | -------------------------------------- | --------- |
| 2015 | Mejor guionista novel | Requisitos para ser una persona normal | Ganadora  |

Festival Internacional de Cine de Huesca
| Año  | Premio                  | Resultado |
| ---- | ----------------------- | --------- |
| 2017 | Premio Ciudad de Huesca | Ganadora  |

Premios Goya
| Año  | Categoría            | Película                               | Resultado |
| ---- | -------------------- | -------------------------------------- | --------- |
| 2016 | Mejor director novel | Requisitos para ser una persona normal | Nominada  |

Círculo de Escritores Cinematográficos
| Año  | Categoría                 | Película                               | Resultado |
| ---- | ------------------------- | -------------------------------------- | --------- |
| 2015 | Mejor director revelación | Requisitos para ser una persona normal | Nominada  |

Unión de Actores
| Año  | Categoría    | Película | Resultado |
| ---- | ------------ | -------- | --------- |
| 2014 | Mejor actriz | Violet   | Nominada  |

## Vida personal
En 2008 se casó con el director de cine Paco Plaza en una boda íntima. Su matrimonio se especula que finalizó en 2019, y después comenzó una relación con el político y diputado de Podemos, Jaume Asens.

### Controversias
Dolera es famosa por compaginar su profesión con el activismo feminista, motivo por el cual fue galardonada en 2017 con el premio Bacardí Sitges al Espíritu Indomable. Sin embargo, este enfoque la ha convertido en una figura polémica, no sólo para el mundo del cine y la opinión pública, sino también para el propio feminismo. Aun cuando se le ha aplaudido el intentar romper tabúes y plantear preguntas incómodas, se la ha acusado al mismo tiempo de comercializar la transgresividad feminista de sus obras y de no corresponder profesionalmente a sus ideales. Una de sus mayores escépticas en su propio ámbito ideológico es la popular youtuber y activista Esty Quesada (conocida en las redes como Soy una pringada), la cual resumió las posturas críticas contra la actriz y directora declarando "el feminismo de Leticia Dolera empieza cuando quiere aplausos y dinero y acaba cuando hay que ser feminista de verdad".
En noviembre de 2018 la actriz Aina Clotet denunció en un comunicado a través de Twitter que Dolera no la contrató para la serie Vida perfecta (entonces con el título provisional Déjate llevar) que estaba preparando para Movistar+ porque estaba embarazada, señalando que contaba su caso para que sus compañeras embarazadas «no sufran la misma desprotección legal» que ella. Dolera había explicado, en una entrevista anterior, que tras meses haciendo pruebas de reparto, en junio comunicaron a Clotet que le daban uno de los personajes protagonistas, pero esta a los pocos días les informó que estaba embarazada. Al prolongarse el rodaje hasta noviembre imposibilitaba que una actriz embarazada de cinco o seis meses interpretara un personaje que redescubre su sexualidad y tiene muchas secuencias de sexo. Sin embargo Clotet, en su comunicado, indicaba que con una planificación adaptada podría haber rodado la mayoría de las escenas, recurriendo a distintas técnicas para disimular su embarazo. Dolera explicó que le ofrecieron otro personaje a Clotet, pero esta lo rechazó por la desprotección que había sufrido durante todo el proceso. En diciembre de 2018 publicó un comunicado lamentando lo ocurrido y en septiembre de 2019 concedió una entrevista con motivo de su presencia en el Festival de San Sebastián explicando las condiciones y condicionantes en que se produjo el malentendido. El papel finalmente fue interpretado por Celia Freijeiro.
Sólo semanas después del incidente con Clotet, surgió otra polémica cuando Dolera publicó burlas en Twitter sobre las falsas acusaciones de acoso sexual recibidas por Morgan Freeman, las cuales resultaron ser un montaje. Tras atraer un gran número de críticas, Dolera decidió borrar su tuit y a realizar una disculpa y aclaración.